# Луцій Рупілій Лібон Фругі
Луцій Скрибоній Лібон Рупілій Фругі Бон (лат. Lucius Scribonius Libo Rupilius Frugi Bonus, ? — 101) — державний діяч часів Римської імперії, консул-суффект 88 року.

## Життєпис
Походив зі знатного роду Ліциніїв. Молодший син Марка Ліцинія Красса Фругі, консула 64 року, та Сульпіції Претекстати, доньки Квінта Сульпіція Камеріна Петіка, консула-суффекта 46 року. При народженні отримав ім'я Децим. Здобув гарну початкову освіту. У 67 році після страти батька імператором Нероном на деякий час залишив Рим. Потім його всиновив Луцій Рупілій Бон. Завдяки цьому, а також додавши номен матері, став зватися Луцій Скрибоній Лібон Рупілій Фругі Бон.
Був прихильником династії Флавіїв. У 86 році одружився з онукою Марка Ульпія Траяна, консула 70 року. У 88 році став консулом-суффектом разом з Квінтом Ніннієм Настою. Відомий активними виступами в сенаті у судових справах, про що згадує Пліній Молодший у листі від 101 року.
Сприяв підтримці сенатом усиновлення Траяна (дядько дружини) імператором Нервою у 97 році. Надалі залишався у Римі, не брав участь у походах. Помер можливо у 101 році .

## Родина
Дружина — Салоніна Матідія
Діти:
- Рупілія Фаустіна, дружина Марка Аннія Вера, консула-суфекта 97, 121, 126 років
- Рупілія Аннія, дружина Луція Фунданія Ламії Еліана, консула 116 року